# La Danse des nymphes
La Danse des nymphes (ou Une matinée, la danse des nymphes) est une peinture réalisée en 1850 par Jean-Baptiste Camille Corot, de style réaliste.
Le thème fondamental de cette œuvre est la danse joyeuse de quelques nymphes sur l'herbe fraîche, dans une clairière, à l'ombre d'arbres et de frondaisons. L'auteur représente ce thème en mêlant mythologie et un paysage réaliste. Cette œuvre est fondamentale pour comprendre l'art contemporain, puisqu'elle a été précurseur de l'Impressionnisme, de par le traitement de la couleur, la composition et le coup de pinceau. 
L'influence de Corot a été décisive dans les premiers pas des impressionnistes Monet et Renoir, ainsi que dans toute l'œuvre de Pissarro.